# Museu Nacional d'Escòcia
El Museu Nacional d'Escòcia, Edimburg, Escòcia, és un edifici que, juntament amb el veí antic Museu Reial, componen el Museu Nacional d'Escòcia, que forma part dels museus nacionals d'Escòcia. Està dedicat a la història, persones, geologia, fauna, flora i la cultura d'Escòcia, i es troba en la intersecció del carrer Chambers i el pont George IV, a la ciutat vella d'Edimburg.
Inaugurat al 1998, incorpora col·leccions procedents del Museu Nacional d'Antiguitats d'Escòcia i els objectes pròpiament escocesos que contenia anteriorment el Museu Reial.
L'entrada és gratuïta i hi ha interactivitat, sobretot per a xiquet(e)s. Disposa d'un sistema de guia auditiva per als visitants.

## Col·lecció
El museu alberga peces notables, entre les quals s'inclouen:
- Una bandera del Regne Unit i una bandera d'Escòcia portades pels hanoverians i jacobites, respectivament, durant la batalla de Culloden;
- Escultures de sir Eduardo Paolozzi en bronze:
- Peces rellevants de joieria prehistòrica i protohistòrica;
- El reliquiari Monymusk, peça de mitjan s. VIII;
- Onze de les peces dels escacs de l'illa de Lewis (la resta de peces, que sumen més de 80, es troben al Museu Britànic);[1]
- Pintures de Margaret McDonald, artista escocesa de l'escola de Glasgow;
- Escultures d'Andy Goldsworthy, inspirat pel treball del geòleg escocés James Hutton, edimburgués pare de la geologia moderna;
- Peces extretes de l'excavació del jaciment de Skara Brae, de les Illes Òrcades;
- Pedres pictes, entre l'ocupació romana i el s. X.

## Arquitectura
El disseny arquitectònic de l'edifici va ser polèmic des del principi (Benson i Forsyth de Londres). Inicialment fou concebut com una ampliació del museu victorià adjacent, el Museu Reial. Amb el temps ha arribat a ser un museu per si mateix, tot i que els dos estan units internament, tant en la planta principal com en alguns nivells superiors, donant-los continuïtat.
El museu es compon de formes geomètriques, típiques de l'arquitecte Le Corbusier, però també té moltes referències a Escòcia, com els brochs i merlets d'arquitectura defensiva. Està revestit de gres daurat de Moray, que un dels seus arquitectes, Gordon Benson, ha anomenat «l'exposició més antiga de l'edifici», una referència a geologia escocesa. L'edifici fou nominat el 1999 al Premi Stirling.

## Imatges

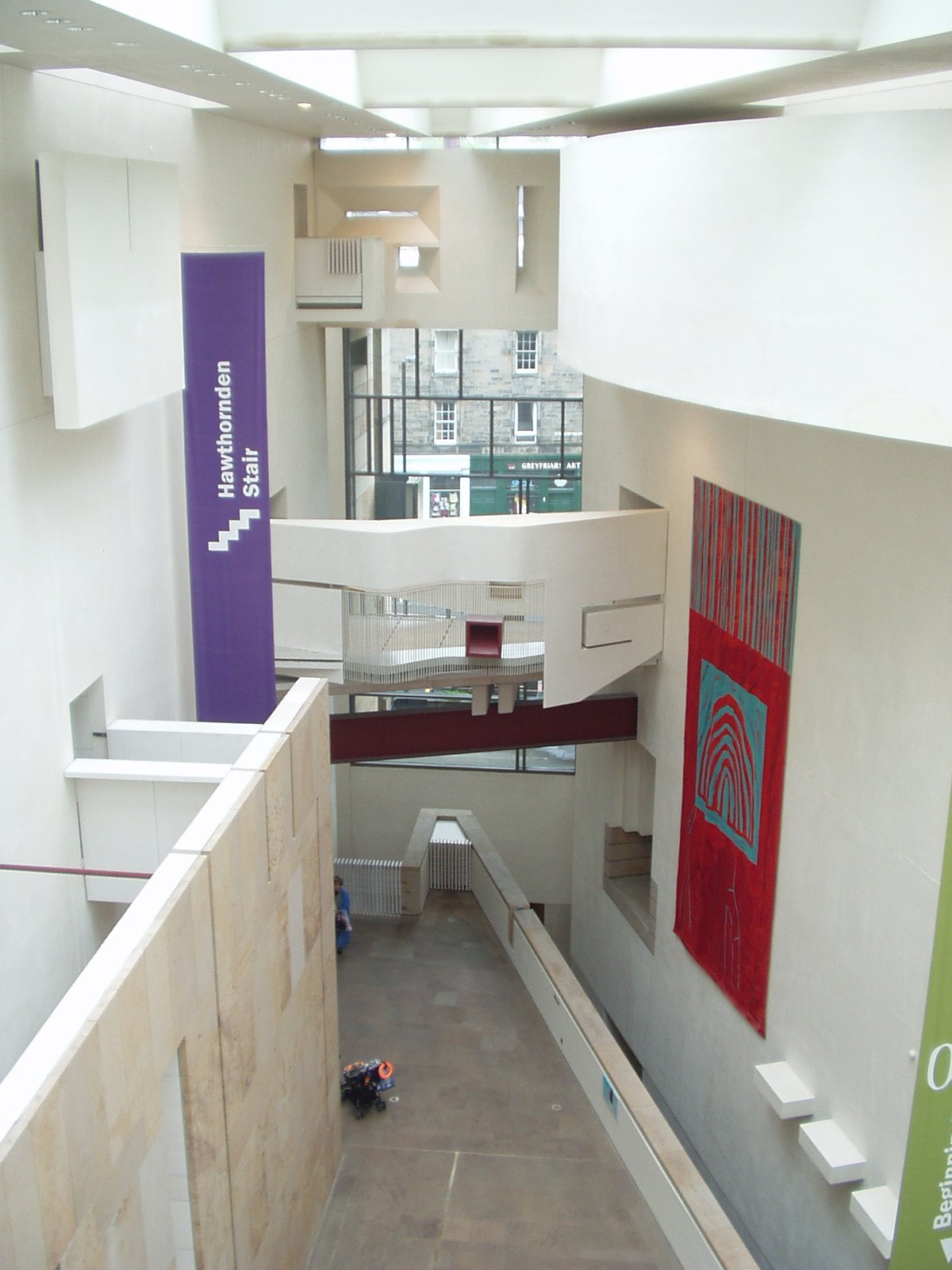
Interior del museu. Planta primera vista des de la cinquena.
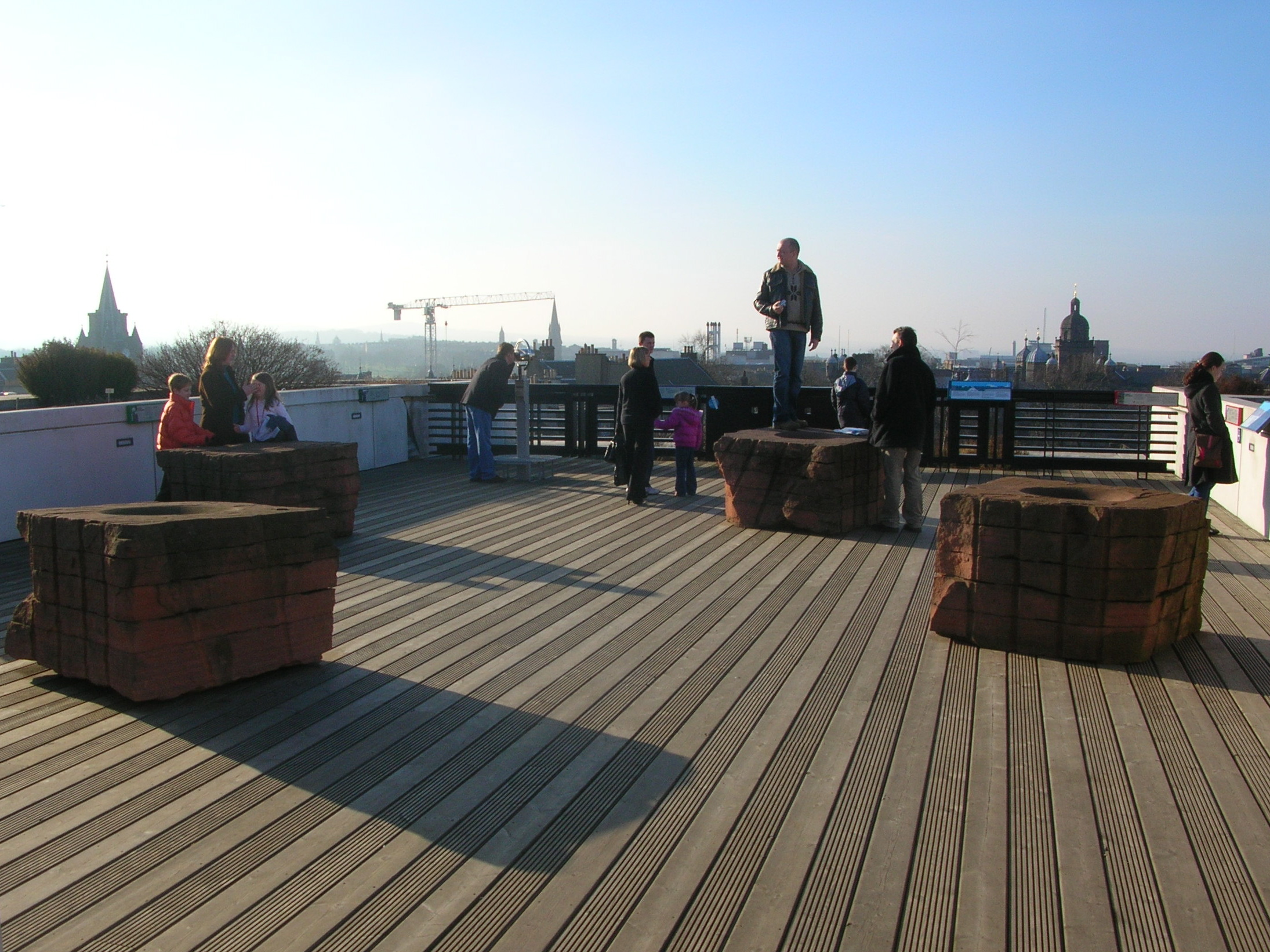
La terrassa de la teulada, allotja obres d'Andy Goldsworthy.
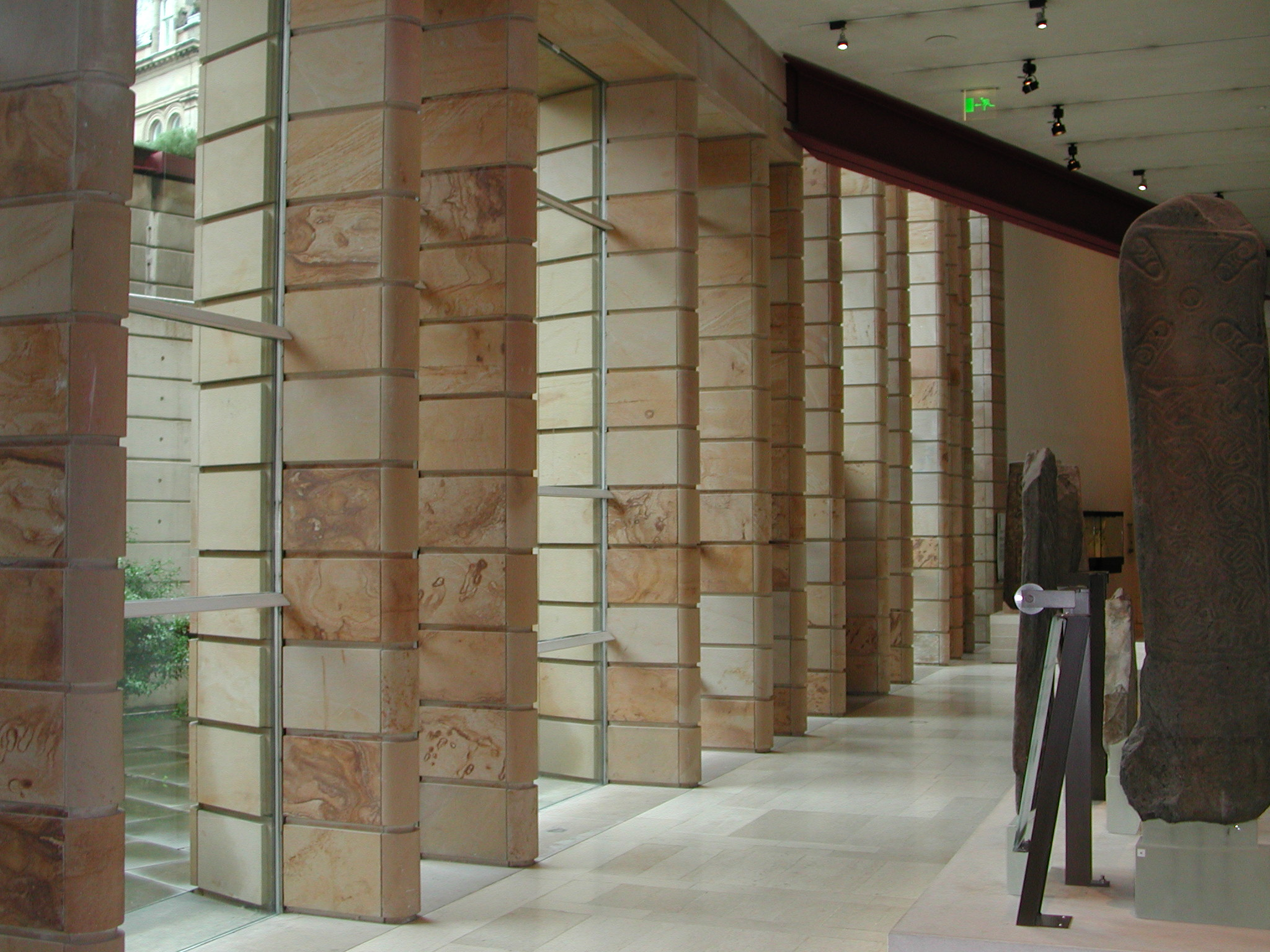
Interior del museu. Planta baixa.
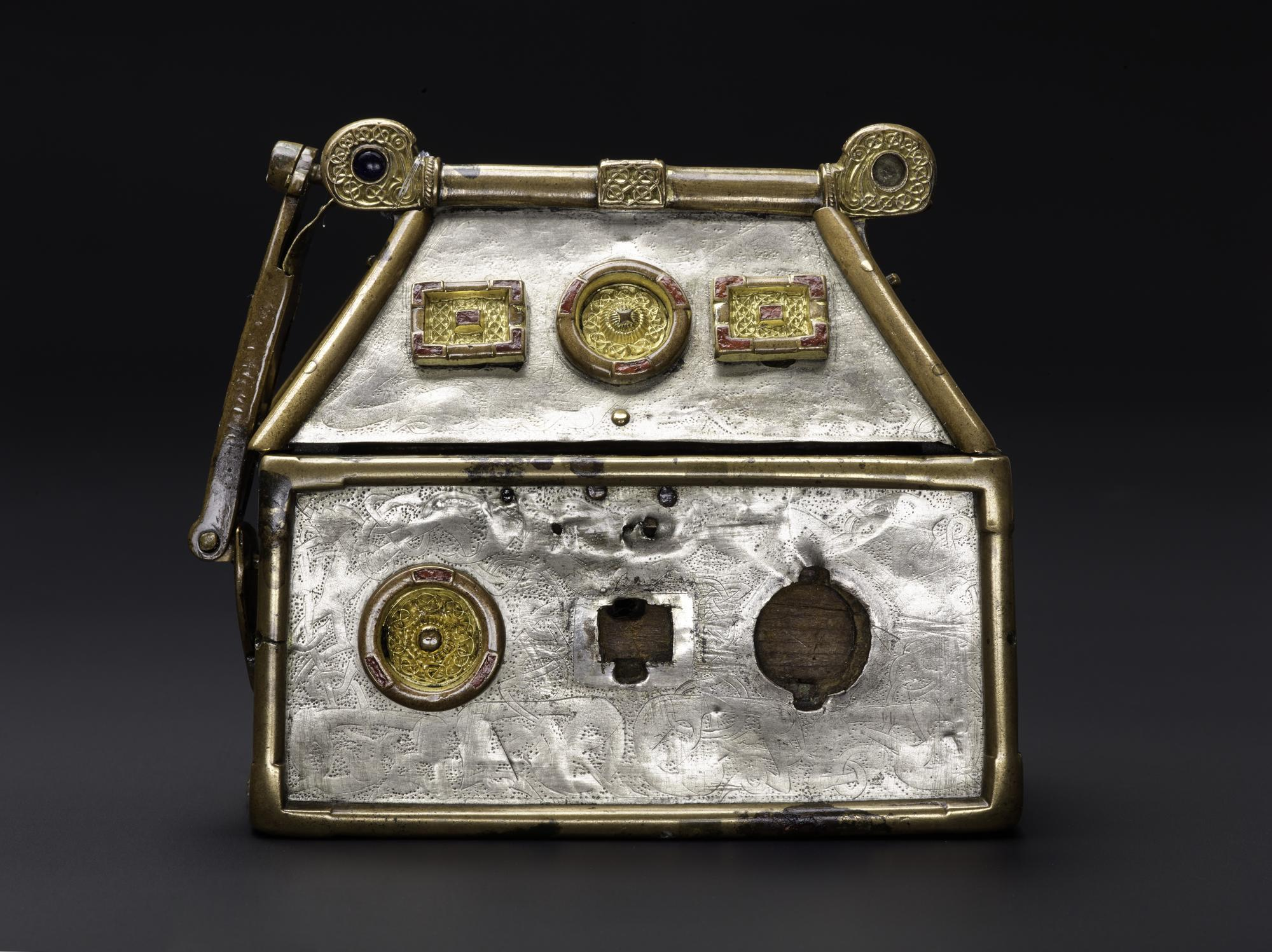
Relicario Monymusk, el qual data de ca. 750.
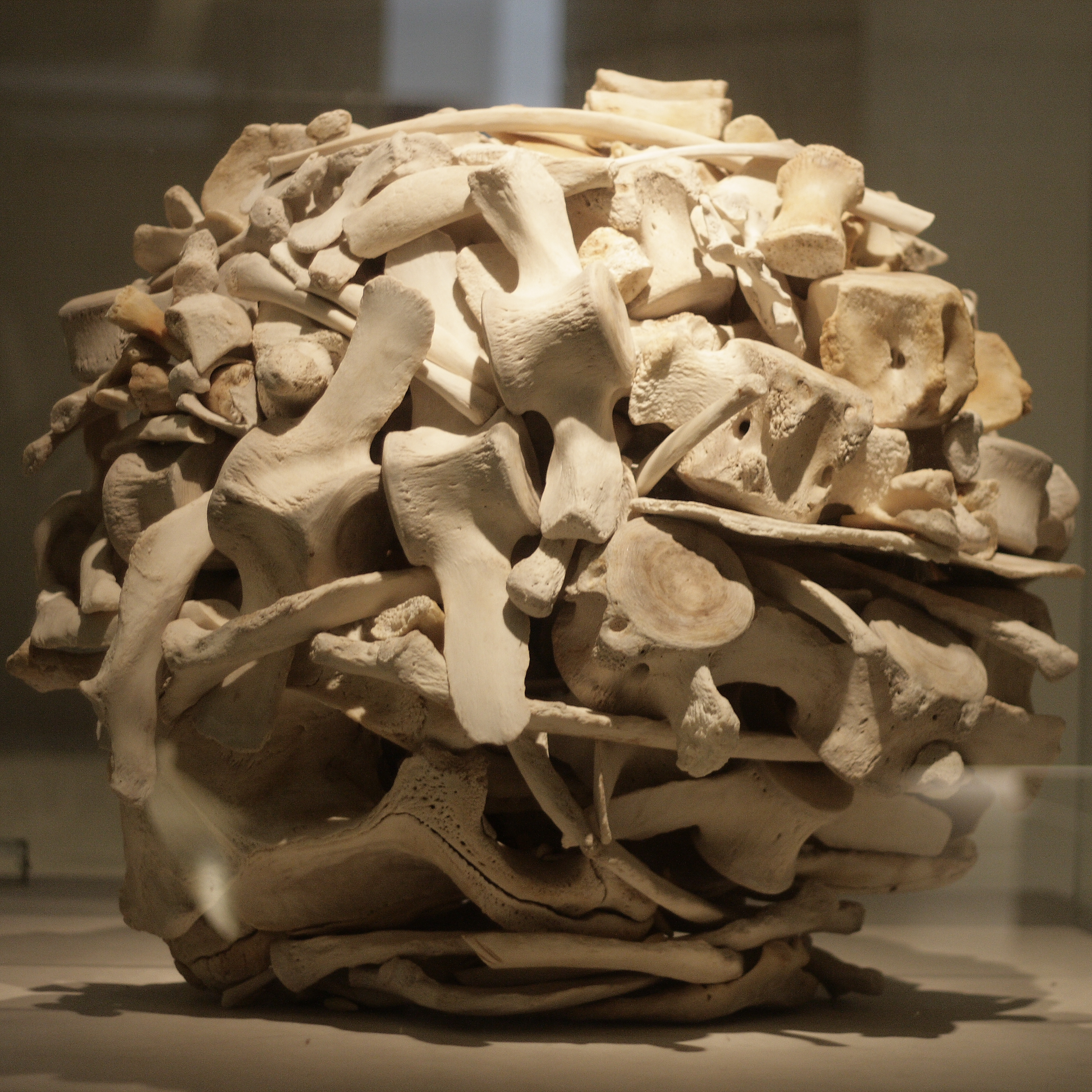
Escultura amb ossos de balena per Andy Goldworthy en la planta baixa del museu.
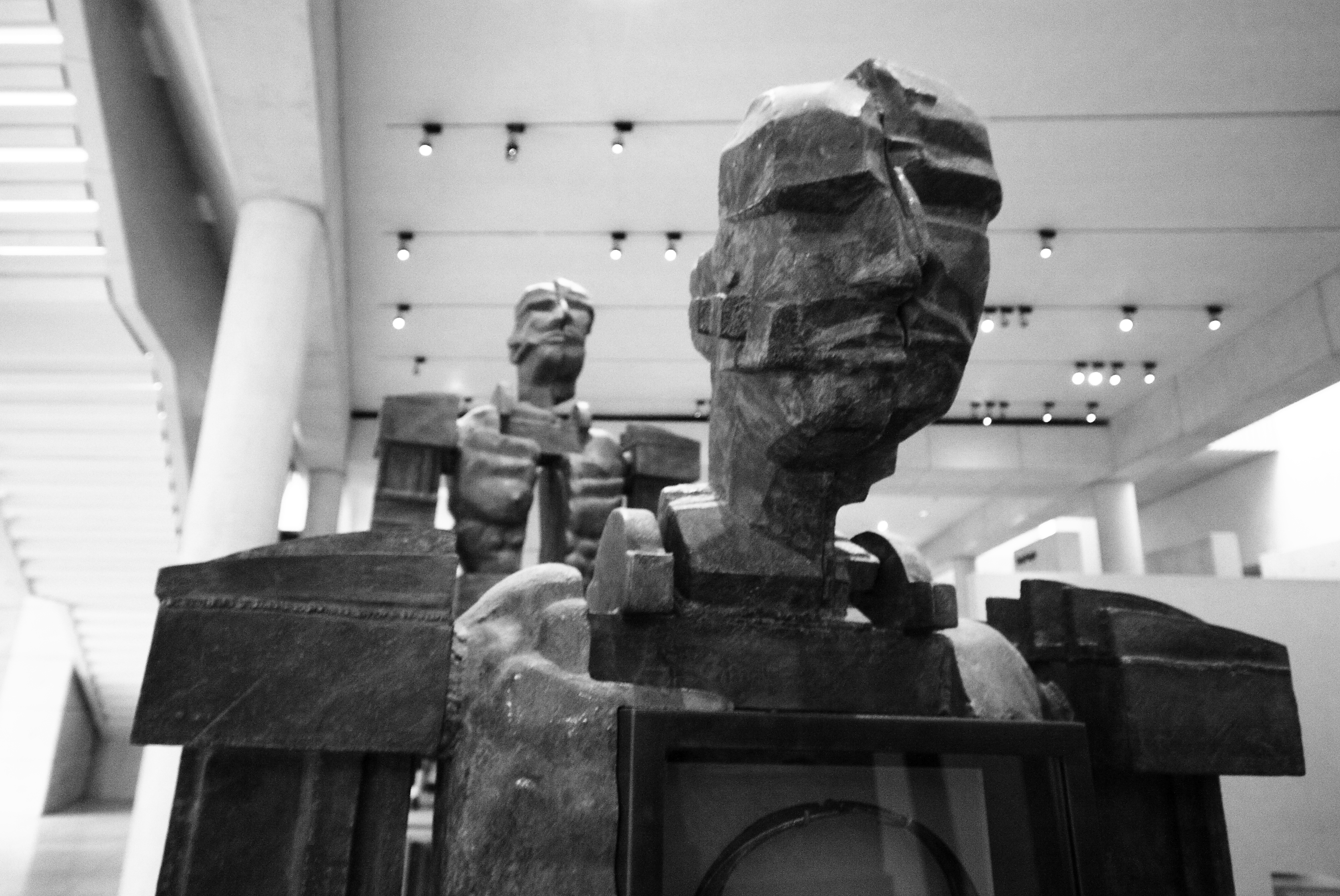
Escultura de bronze de Paolozzi en la planta baixa del museu.
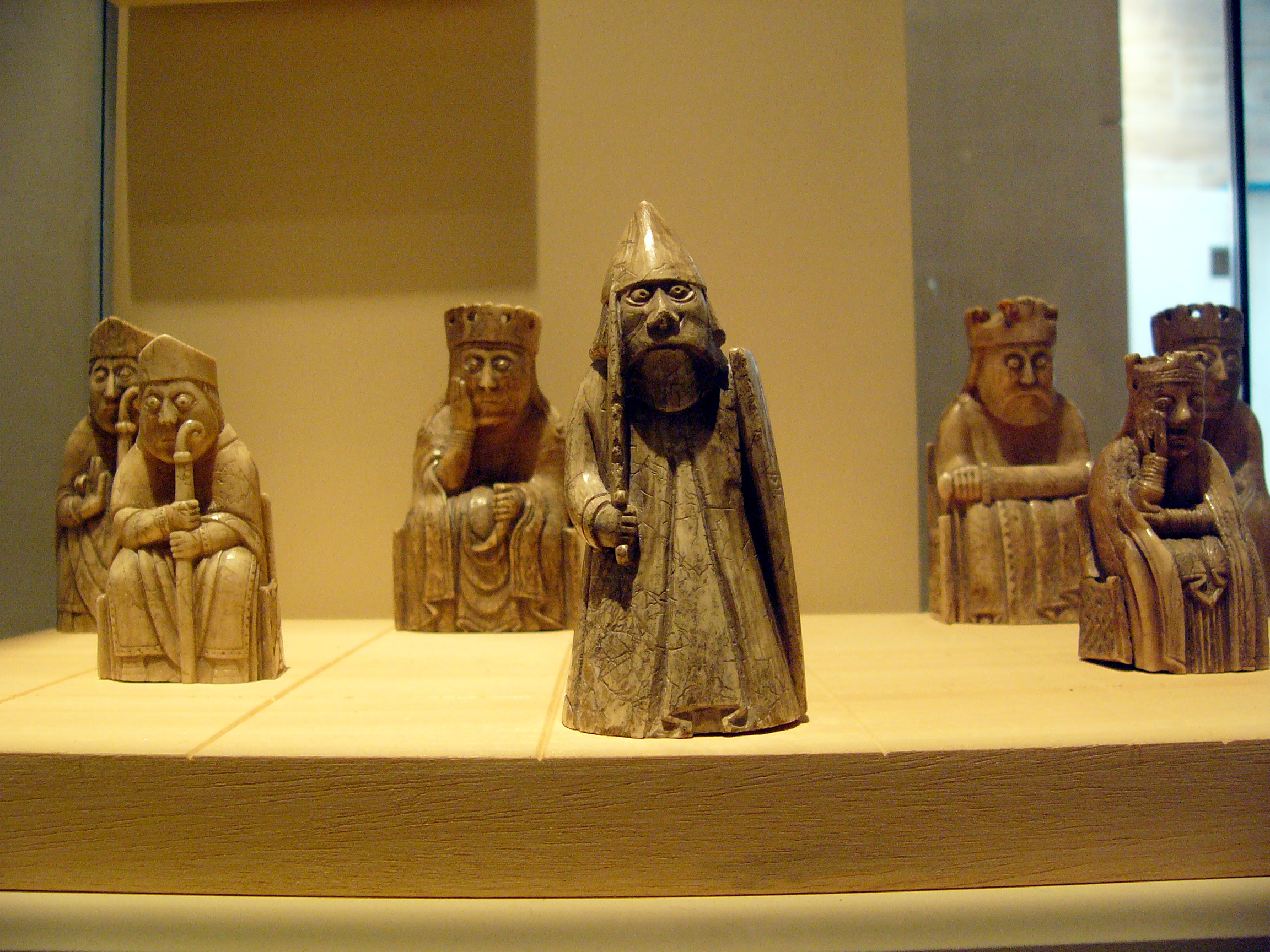
Escacs de l'illa de Lewis, peces exposades en la col·lecció permanent del museu.
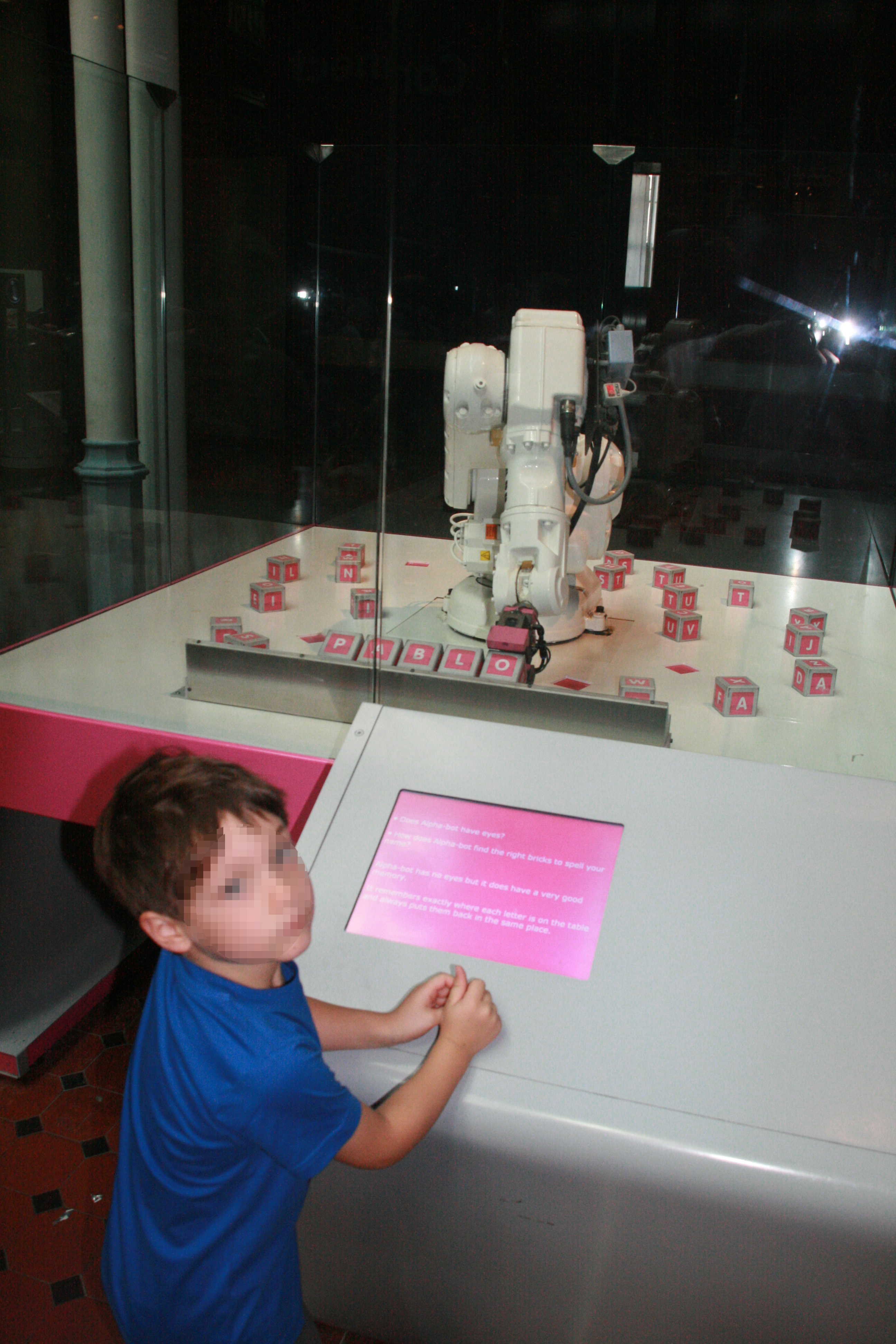
Activitats interactives per a nens. Robot.
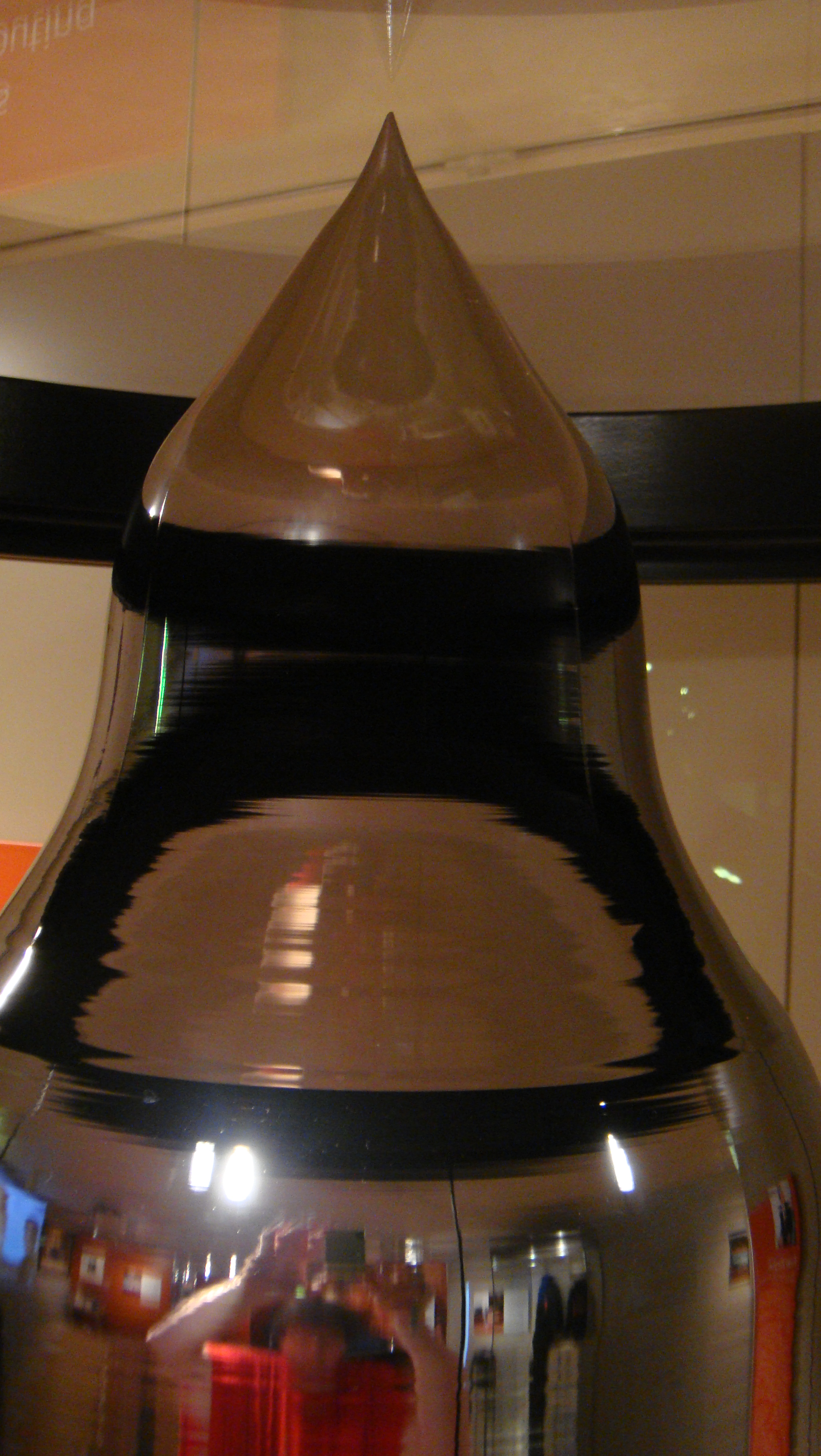
Lingot de silici en la col·lecció de tecnologia.